# Mercedes-AMG F1 W12 E Performance
La Mercedes-AMG F1 W12 E Performance è una monoposto di Formula 1 realizzata dalla Mercedes, per gareggiare nel campionato mondiale di Formula 1 2021. La vettura è stata presentata il 2 marzo 2021 ed è una stretta evoluzione della precedente W11 EQ Performance, essendo basata sullo stesso telaio e condividendone molti componenti non modificabili per regolamento.

## Livrea
La livrea riprende gli stilemi della livrea utilizzata nella stagione precedente e si caratterizza per il colore nero ed airscope rosso, con alcuni dettagli color azzurro dello sponsor Petronas adesso presenti anche sull'ala anteriore. Anche altri dettagli rossi dovuti allo sponsor Ineos sono stati aggiunti all'interno delle paratie laterali degli alettoni. Il cofano posteriore differisce dalla livrea precedente per una zona di colore bianco, con stilizzato il numero del pilota e i loghi AMG al posto delle stelle Mercedes. La stella rossa dedicata alla memoria di Niki Lauda viene spostata dietro il poggiatesta.
Dal Gran Premio di Monaco vengono aggiunti i loghi dello sponsor TeamViewer sul mainplane dell’ala anteriore e sul cofano motore.

## Caratteristiche
La W12 E Performance non differisce molto dalla precedente W11 EQ Performance, essendo i regolamenti del 2021 molto restrittivi in termini di evoluzione dell’auto, ma, come imposto dal regolamento, è dotata di un nuovo fondo che è ridotto nella parte posteriore e di un diffusore e delle prese dei freni posteriori con appendici aerodinamiche anch’esse ridotte nelle dimensioni. Nel 2021 la Mercedes ha deciso di non spendere i gettoni a disposizione per lo sviluppo limitato dell’auto, quindi, a parte per l’aerodinamica ed il motore, i componenti sono i medesimi della vettura dell’anno precedente. Il motore è il nuovo M12 che ha permesso di avere minori ingombri e un nuovo cofano con fiancate e pance laterali molto più strette e rastremate, a beneficio dell'efficienza aerodinamica. Sul nuovo motopropulsore i motoristi Mercedes si sono concentrati sull'incrementare l'efficienza energetica e soprattutto l'affidabilità intervenendo sull'MGU-K, ovviando ai problemi palesatasi nella passata stagione. Rispetto alla W11, non c'è più il sistema DAS (Dual Axis Steering), che permetteva di variare l'angolo di convergenza delle ruote anteriori, in quanto bandito dal 2021.

## Scheda tecnica
| Caratteristiche tecniche - Mercedes-AMG F1 W12 E Performance          | Caratteristiche tecniche - Mercedes-AMG F1 W12 E Performance                                                         | Caratteristiche tecniche - Mercedes-AMG F1 W12 E Performance                                                         | Caratteristiche tecniche - Mercedes-AMG F1 W12 E Performance                                                         | Caratteristiche tecniche - Mercedes-AMG F1 W12 E Performance                                                         | Caratteristiche tecniche - Mercedes-AMG F1 W12 E Performance                                                         |
| --------------------------------------------------------------------- | --- | --- | --- | --- | --- |
|                                                                       | | | | | |
| Configurazione                                                        | | | | | |
| Carrozzeria: monoposto                                                | Carrozzeria: monoposto                                                                                               | Posizione motore: centrale                                                                                           | Posizione motore: centrale                                                                                           | Trazione: posteriore                                                                                                 | Trazione: posteriore                                                                                                 |
| Dimensioni e pesi                                                     | | | | | |
| Ingombri (lungh.×largh.×alt. in mm): 5200 × 1950 × 950                | Ingombri (lungh.×largh.×alt. in mm): 5200 × 1950 × 950                                                               | Ingombri (lungh.×largh.×alt. in mm): 5200 × 1950 × 950                                                               | Ingombri (lungh.×largh.×alt. in mm): 5200 × 1950 × 950                                                               | Diametro minimo sterzata:                                                                                            | Diametro minimo sterzata:                                                                                            |
| Posti totali: 1                                                       | Posti totali: 1 | Bagagliaio: assente                                                                                                  | Bagagliaio: assente                                                                                                  | Serbatoio: 110 kg | Serbatoio: 110 kg |
| Masse                                                                 | / in ordine di marcia: 752 kg                                                                                        | / in ordine di marcia: 752 kg                                                                                        | / in ordine di marcia: 752 kg                                                                                        | / in ordine di marcia: 752 kg                                                                                        | / in ordine di marcia: 752 kg                                                                                        |
| Meccanica                                                             | | | | | |
| Tipo motore: Mercedes AMG F1 M12 E Performance, V6 con bancate di 90° | Tipo motore: Mercedes AMG F1 M12 E Performance, V6 con bancate di 90°                                                | Tipo motore: Mercedes AMG F1 M12 E Performance, V6 con bancate di 90°                                                | Cilindrata: 1600 cm³                                                                                                 | Cilindrata: 1600 cm³                                                                                                 | Cilindrata: 1600 cm³                                                                                                 |
| Distribuzione: pneumatica                                             | Distribuzione: pneumatica                                                                                            | Distribuzione: pneumatica                                                                                            | Alimentazione: 500 bar-diretta (1 iniettore per cilindro)                                                            | Alimentazione: 500 bar-diretta (1 iniettore per cilindro)                                                            | Alimentazione: 500 bar-diretta (1 iniettore per cilindro)                                                            |
| Prestazioni motore                                                    | Potenza: 1044 CV / Coppia: 500 N/m                                                                                   | Potenza: 1044 CV / Coppia: 500 N/m                                                                                   | Potenza: 1044 CV / Coppia: 500 N/m                                                                                   | Potenza: 1044 CV / Coppia: 500 N/m                                                                                   | Potenza: 1044 CV / Coppia: 500 N/m                                                                                   |
| Accensione: elettronica McLaren Electronic Systems (MES)              | Accensione: elettronica McLaren Electronic Systems (MES)                                                             | Accensione: elettronica McLaren Electronic Systems (MES)                                                             | Impianto elettrico: McLaren Electronic Systems (MES)                                                                 | Impianto elettrico: McLaren Electronic Systems (MES)                                                                 | Impianto elettrico: McLaren Electronic Systems (MES)                                                                 |
| Frizione: levetta posizionata sul volante                             | Frizione: levetta posizionata sul volante                                                                            | Frizione: levetta posizionata sul volante                                                                            | Cambio: longitudinale Mercedes, 8 marce + retromarcia, con comando semiautomatico elettronico sequenziale            | Cambio: longitudinale Mercedes, 8 marce + retromarcia, con comando semiautomatico elettronico sequenziale            | Cambio: longitudinale Mercedes, 8 marce + retromarcia, con comando semiautomatico elettronico sequenziale            |
| Telaio                                                                | | | | | |
| Corpo vettura                                                         | in materiale composito a nido d'ape in fibra di carbonio                                                             | in materiale composito a nido d'ape in fibra di carbonio                                                             | in materiale composito a nido d'ape in fibra di carbonio                                                             | in materiale composito a nido d'ape in fibra di carbonio                                                             | in materiale composito a nido d'ape in fibra di carbonio                                                             |
| Sospensioni                                                           | anteriori: push-rod / posteriori: pull rod                                                                           | anteriori: push-rod / posteriori: pull rod                                                                           | anteriori: push-rod / posteriori: pull rod                                                                           | anteriori: push-rod / posteriori: pull rod                                                                           | anteriori: push-rod / posteriori: pull rod                                                                           |
| Freni                                                                 | anteriori: Freni a disco Carbon Industries autoventilati / posteriori: Freni a disco Carbon Industries autoventilati | anteriori: Freni a disco Carbon Industries autoventilati / posteriori: Freni a disco Carbon Industries autoventilati | anteriori: Freni a disco Carbon Industries autoventilati / posteriori: Freni a disco Carbon Industries autoventilati | anteriori: Freni a disco Carbon Industries autoventilati / posteriori: Freni a disco Carbon Industries autoventilati | anteriori: Freni a disco Carbon Industries autoventilati / posteriori: Freni a disco Carbon Industries autoventilati |
| Pneumatici                                                            | Pirelli / Cerchi: O.Z. da 13 in                                                                                      | Pirelli / Cerchi: O.Z. da 13 in                                                                                      | Pirelli / Cerchi: O.Z. da 13 in                                                                                      | Pirelli / Cerchi: O.Z. da 13 in                                                                                      | Pirelli / Cerchi: O.Z. da 13 in                                                                                      |
| Altro                                                                 | | | | | |
| Energia batteria (a giro) 4 MJ                                        | Sistema ERS | Sistema ERS | Sistema ERS | Sistema ERS | Sistema ERS |
| Potenza MGU-K: 120 kW                                                 | Giri max MGU-K: 50 000 giri/min Giri max MGU-H: 125 000 giri/min                                                     | Giri max MGU-K: 50 000 giri/min Giri max MGU-H: 125 000 giri/min                                                     | Giri max MGU-K: 50 000 giri/min Giri max MGU-H: 125 000 giri/min                                                     | Giri max MGU-K: 50 000 giri/min Giri max MGU-H: 125 000 giri/min                                                     | Giri max MGU-K: 50 000 giri/min Giri max MGU-H: 125 000 giri/min                                                     |
| Fonte dei dati: Mercedes AMG                                          | | | | | |

## Carriera agonistica

### Test
Nei test per stagionali svolti in Bahrain la W12 soffre particolarmente i tagli al fondo, al diffusore ed il bando del DAS imposti per la stagione 2021 per ridurre le prestazioni rispetto alla stagione precedente. La nuova vettura si rivela molto instabile e precaria al retrotreno e la Mercedes fatica a trovare il giusto bilanciamento e un setup ottimale.

### Stagione

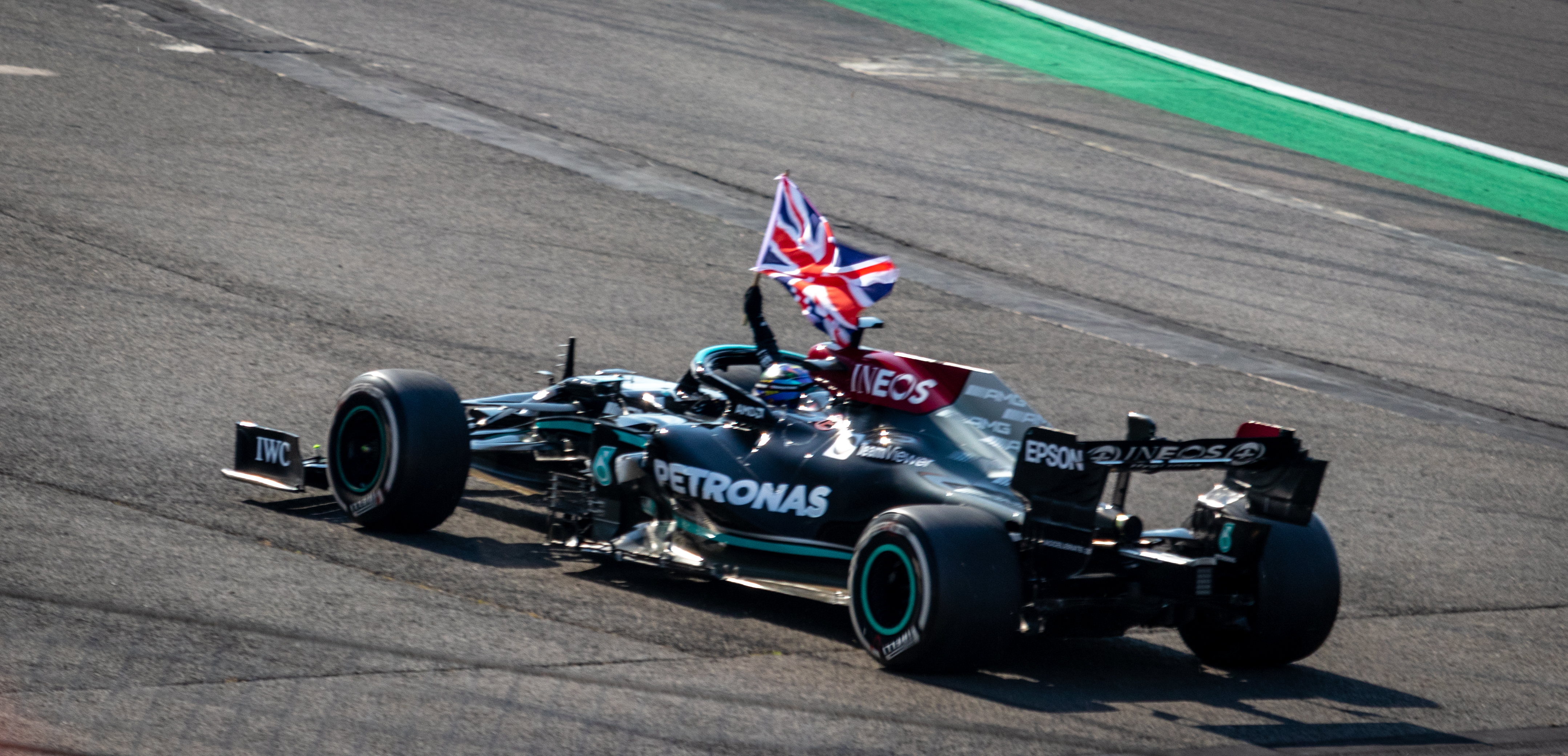
Lewis Hamilton festeggia la vittoria nel Gran Premio di Gran Bretagna

La scuderia conferma per la quinta stagione consecutiva la coppia formata da Lewis Hamilton e Valtteri Bottas. La stagione vede il team impegnato in una lotta su due fronti, nel mondiale costruttori contro la Red Bull, mentre in quello dedicato ai piloti si assiste al confronto tra Hamilton e l'alfiere del team anglo-austriaco, Max Verstappen.
Il primo Gran Premio in Bahrein vede entrambe le W12 a podio, con Hamilton vittorioso e Bottas terzo. Nelle successive tre gare in Emilia-Romagna, Portogallo e Spagna le Mercedes riescono ad ottenere la pole position, con il britannico capace di vincere nelle due gare iberiche, mentre il finnico arriva in entrambi gli appuntamenti terzo; invece a Imola, Hamilton durante alcuni doppiaggi va lungo e viene battuto da Verstappen, mentre Bottas subisce un contatto con Russell ritirandosi.
A Monaco invece le W12 si dimostrano in difficoltà, in quanto Bottas è costretto al ritiro, mentre Hamilton chiude in settima posizione: ciò comporta, unita alla contemporanea vittoria di Verstappen e al quarto posto di Pérez, la perdita di entrambe le leadership sia nel mondiale costruttori che nel piloti, perdendo la vetta rispettivamente dal Gran Premio di Gran Bretagna 2018 e dal Gran Premio d'Ungheria 2020. In Azerbaigian il momento negativo continua, con nessuno dei due piloti Mercedes che arriva a punti, per prima volta dal Gran Premio d'Austria 2018: ciò, unito alla vittoria di Pérez, permette alla Red Bull di incrementare il proprio vantaggio nel mondiale costruttori. In Francia e in Stiria Hamilton arriva secondo dietro a Verstappen, mentre Bottas si classifica rispettivamente quarto e terzo; in Austria invece è Bottas sul podio, secondo e di nuovo dietro all'olandese, mentre Hamilton è quarto. A questo punto del mondiale Verstappen comanda con un vantaggio di 32 punti su Hamilton, mentre la Red Bull ha un vantaggio di 44 nei costruttori. 
È in Gran Bretagna che arriva la svolta del mondiale. Dopo che i due piloti delle frecce d'argento arrivano secondo (con Hamilton) e terzo (con Bottas) nella prima Sprint Race della storia della Formula 1, nel Gran Premio domenicale Verstappen ed Hamilton hanno un contatto nel primo giro alla curva Copse: l'olandese ha la peggio ed è costretto al ritiro mentre Hamilton, nonostante una penalità di 10 secondi, riesce a vincere la gara superando nei giri finali la Ferrari di Charles Leclerc; Bottas arriva terzo e ciò permette alla Mercedes di dimezzare lo svantaggio. In Ungheria Hamilton ritorna in pole chiudendo la gara inizialmente terzo, diventato poi un secondo posto a seguito della squalifica di Sebastian Vettel, mentre Bottas si ritira per un contatto a inizio gara. Questi risultati permettono cosi alla Mercedes di ritornare in testa in entrambi i mondiali. Nelle due gare successive in Belgio e Olanda Hamilton arriva rispettivamente terzo – ma con punti dimezzati per problemi meteo che hanno impedito il normale svolgmento della gara –, e secondo dietro al solo Verstappen, che così ritorna leader del mondiale, mentre Bottas si classifica terzo a Zandvoort.

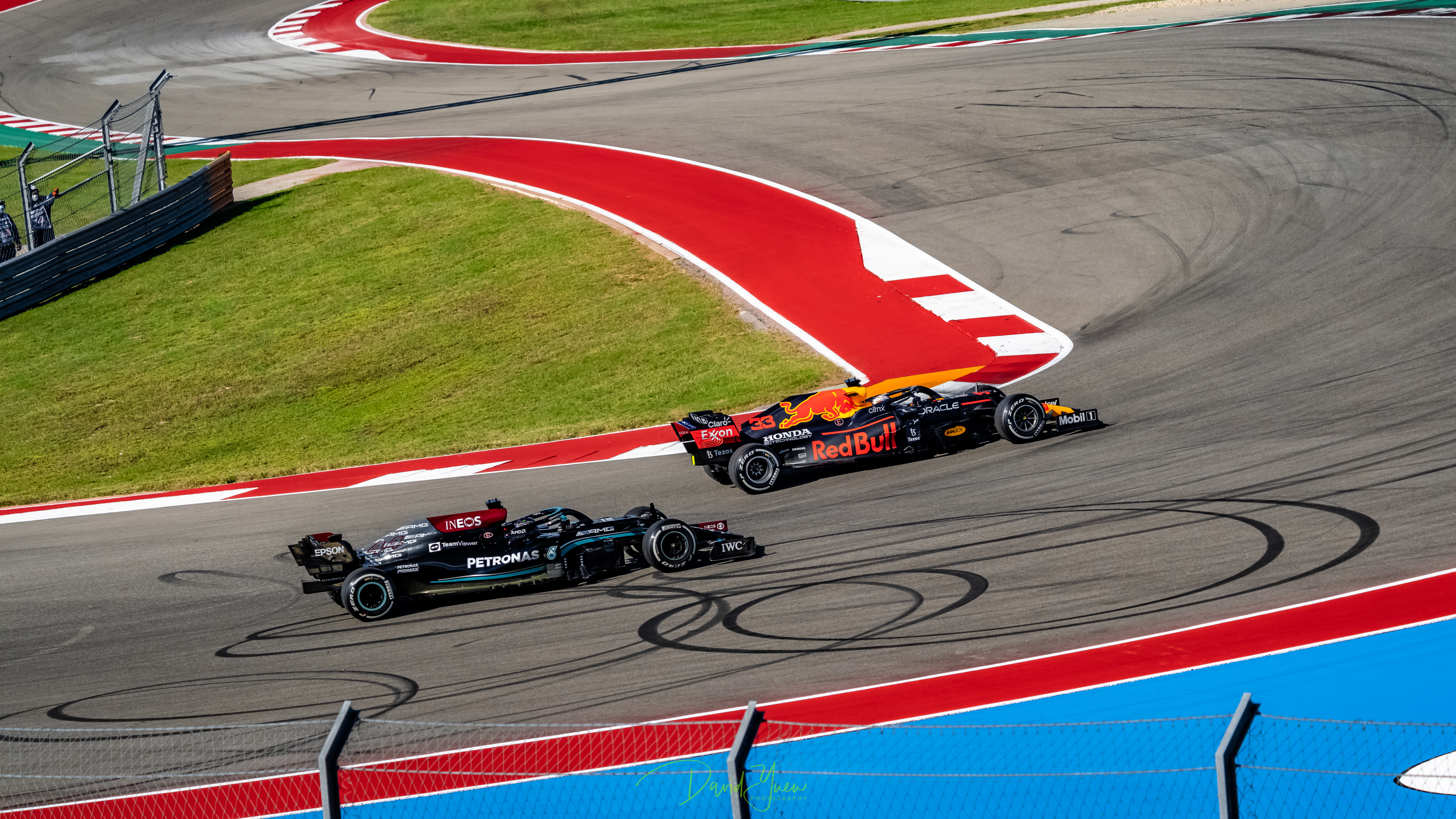
La Red Bull RB16B di Max Verstappen sopravanza la W12 dell'iridato uscente Hamilton nel corso del Gran Premio degli Stati Uniti d'America: un'immagine esemplificativa dell'acceso duello per il titolo piloti che ha contraddistinto la stagione

A Monza la lotta mondiale si intensifica: Bottas arriva terzo mentre Hamilton e Verstappen hanno un contatto che costringe entrambi al ritiro. In Russia il britannico vince – per la centesima volta in carriera – tornando leader del mondiale, seguito subito dall'olandese (partito ultimo), mentre il finnico arriva quinto. In Turchia è Bottas a vincere per la prima volta in stagione – e globalmente la prima dal Gran Premio di Russia 2020 –, davanti a Verstappen e Pérez, con l'olandese nuovamente primo nel mondiale, mentre Hamilton arriva quinto dopo essere partito undicesimo per un cambio dei componenti. In Texas e in Messico Hamilton arriva in entrambi i casi secondo dietro a Verstappen, che incrementa il proprio vantaggio a 19 punti. In Brasile Hamilton sfodera una delle migliori prestazioni della sua carriera: partito ultimo nella Sprint e poi decimo in gara, conduce un'ottima rimonta vincendo davanti a Verstappen, mentre Bottas arriva terzo. Il finlandese si ritira in Qatar e arriva terzo in Arabia Saudita, mentre Hamilton vince entrambi gli appuntamenti davanti a Verstappen.
Si arriva all'ultima gara ad Abu Dhabi con Hamilton e Verstappen a pari punti, evento verifiatosi in precedenza solo nell'epilogo della stagione 1974. Il Gran Premio si rivelerà controverso per le decisioni prese dalla direzione gara nel finale: infatti al 53º giro la Williams di Nicholas Latifi ha un incidente che porta in pista la safety car ed Hamilton, che stava conducendo agevolmente la gara, decide di non rientrare ai box mentre Verstappen, secondo in quel momento, rientra per montare gomme soft; in tutto ciò, il direttore di gara Michael Masi permette solo alle vetture tra Hamilton e Verstappen di sdoppiarsi. La gara riparte all'ultimo giro con Verstappen che, grazie alle sue coperture più fresche, riesce a sopravanzare facilmente Hamilton vincendo gara e titolo mondiale. Successivamente la Mercedes presenta due reclami, che vengono respinti dalla FIA; il team di Brackley propone un appello, il quale non avrà luogo in seguito a delle indagini della Federazione, unite alla rimozione di Masi da direttore di gara.
L'ultima stagione prima del cambio regolamentare del 2022, si chiude a metà per Mercedes. Il team non è riuscito, per la prima volta dall'inizio dell'era turbo-ibrida nel 2014, ad assicurarsi l'iride mondiale con un suo pilota; l'ultimo a riuscirci senza guidare una vettura anglo-tedesca era stato Vettel, sempre con la Red Bull, nel 2013, e ancora quella stagione era stata l'ultima in cui le frecce d'argento non avevano messo a segno alcuna doppietta, evento replicatosi in quest'annata. La scuderia è comunque riuscita a confermare il mondiale costruttori per l'ottava volta consecutiva – migliorando il record che già deteneva –, soprattutto grazie ai numerosi piazzamenti a podio dei loro piloti.

## Piloti
| Piloti ufficiali       | Piloti ufficiali  | Piloti ufficiali  |
| Nazione                | Nome              | Numero            |
| ---------------------- | ----------------- | ----------------- |
| Regno Unito (bandiera) | Lewis Hamilton    | 44                |
| Finlandia (bandiera)   | Valtteri Bottas   | 77                |
| Piloti di riserva      |                   |                   |
| Nazione                | Nome              | Nome              |
| Belgio (bandiera)      | Stoffel Vandoorne | Stoffel Vandoorne |
| Paesi Bassi (bandiera) | Nyck de Vries     | 21                |
| Germania (bandiera)    | Nico Hülkenberg   | 27                |

## Risultati in Formula 1
| Anno | Team     | Motore       | Gomme | Piloti   |   |     |   |   |     |    |   |   |   |    |     |    |   |     |   |   |   |    |    |     |   |   | Punti | Pos. |
| ---- | -------- | ------------ | ----- | -------- | - | --- | - | - | --- | -- | - | - | - | -- | --- | -- | - | --- | - | - | - | -- | -- | --- | - | - | ----- | ---- |
| 2021 | Mercedes | Mercedes-AMG | P     | Hamilton | 1 | 2   | 1 | 1 | 7   | 15 | 2 | 2 | 4 | 12 | 2   | 3  | 2 | Rit | 1 | 5 | 2 | 2  | 1  | 1   | 1 | 2 | 613,5 | 1º   |
| 2021 | Mercedes | Mercedes-AMG | P     | Bottas   | 3 | Rit | 3 | 3 | Rit | 12 | 4 | 3 | 2 | 3  | Rit | 12 | 3 | 31  | 5 | 1 | 6 | 15 | 31 | Rit | 3 | 6 | 613,5 | 1º   |

| Legenda | 1º posto     | 2º posto | 3º posto    | A punti         | Senza punti/Non class.  | Grassetto – Pole position Corsivo – Giro più veloce Apice – Risultato Qualifica Sprint (A punti) |
| Legenda | Squalificato | Ritirato | Non partito | Non qualificato | Solo prove/Terzo pilota | Grassetto – Pole position Corsivo – Giro più veloce Apice – Risultato Qualifica Sprint (A punti) |

- Nel Gran Premio del Belgio non è stato coperto il 75% della distanza prevista, quindi i punti assegnati sono la metà di quelli previsti per la distanza completa; i giri più veloci non sono stati riconosciuti nella classifica finale del Gran Premio.[38]